# Пілаки Великі
Пілаки Великі (пол. Piłaki Wielkie, нім. Steinwalde) — село в Польщі, у гміні Позездже Венґожевського повіту Вармінсько-Мазурського воєводства.
Населення — 136 осіб (2011).
У 1975—1998 роках село належало до Сувальського воєводства.

## Демографія
Демографічна структура станом на 31 березня 2011 року:
|          | Загалом | Допрацездатний вік | Працездатний вік | Постпрацездатний вік |
| -------- | ------- | ------------------ | ---------------- | -------------------- |
| Чоловіки | 75      | 21                 | 46               | 8                    |
| Жінки    | 61      | 15                 | 33               | 13                   |
| Разом    | 136     | 36                 | 79               | 21                   |